# Francesco Budassi
Francesco Budassi (Urbino, 27 ottobre 1852 – Urbino, 6 luglio 1912) è stato un politico e avvocato italiano.

## Biografia
Nato in Urbino il 27 ottobre 1852; si può considerare come una delle figure politiche più importanti della sua città natale, tra XIX e XX secolo.
Era di tendenze democratico-progressiste, fece parte del Partito Repubblicano Italiano, seguace della corrente Mazziniana.
Quando ricoprì la carica di sindaco, per due mandati (1889-1895, 1903-1909), risanò il dissestato bilancio comunale, vicino al fallimento. Successivamente ricoprì anche la carica di preside della Facoltà di Giurisprudenza (1900-1908), della locale Università. Morì il 6 luglio 1912.

## Elezione
- XIX: Viene eletto nel ballottaggio del 2 giugno 1895 nel collegio di Urbino (Pesaro e Urbino), con voti 1475 su 2972 votanti, e successivamente di nuovo eletto nel ballottaggio suppletivo dell'8 settembre 1895 nel stesso collegio, con voti 1313 su 1478 votanti
- XX: Viene eletto nel ballottaggio del 28 marzo 1897 nel collegio di Urbino (Pesaro e Urbino), con voti 937 su 1262 votanti

## Riconoscimenti
- Subito dopo la morte, la città di Urbino ha dedicato a Budassi una via del centro storico.